# Sealab 2021
A Sealab 2021 2000 és 2005 között vetített amerikai felnőtteknek szóló rajzfilmsorozat. A sorozat alkotói Adam Reed és Matt Thompson, a történet pedig a Sealab 2020 című Hanna-Barbera rajzfilmsorozat paródiája, ami egy vízalatti csapat kalandjait követi nyomon. A szinkronhangok közt megtalálható Harry Goz, Michael Goz, Kate Miller, Erik Estrada és Brett Butler.
A sorozatot az Amerikai Egyesült Államokban 2000. december 21-én a Cartoon Network mutatta be, majd az Adult Swim indulásakor oda került át és ott is fejeződött be 2005. április 25-én. Magyarországon egyelőre nem került bemutatásra.

## Cselekménye
A műsor a 70-es években bemutatott Sealab 2020 gyerekműsor paródiája. Az eredeti műsorhoz hasonlóan a Sealab 2021 is egy vízalatt dolgozó csapat kalandjait követi nyomon a tenger felfedezése közben, azonban sokkal több felnőtteknek szánt jelenettel és humorral megtoldva azt. A műsorban többször is utalnak más Adult Swim sorozatra, többek közt a Space Ghost Coast to Coast-ra is. A sorozat nemcsak a Sealab 2020-at parodizálja, hanem az 1970-es évek gyerekeknek szóló rajzfilmsorozatait is összességében.

## Szereplők
| Szereplő                                           | Szinkronhang  |
| -------------------------------------------------- | ------------- |
| Captain Hazel "Hank" Murphy                        | Harry Goz     |
| Captain Bellerophon "Tornado" Shanks               | Michael Goz   |
| Jodene Sparks                                      | Bill Lobley   |
| Debbie "White Debbie" DuPree                       | Kate Miller   |
| Derek "Stormy" Waters                              | Ellis Henican |
| Dr. Quentin Q. Quinn                               | Brett Butler  |
| Marco Rodrigo Diaz de Vivar Gabriel Garcia Marquez | Erik Estrada  |
| Hesh Hepplewhite                                   | MC Chris      |
| Debbie "Black Debbie" Allison Love                 | Angela Gibbs  |
| Dr. Ilad Virjay                                    | Adam Reed     |
| Dolphin Boy                                        | -             |
| Sharko                                             | Matt Thompson |

## Epizódok
| Évad | Évad          | Epizódok      | Eredeti vetítés                         | Eredeti vetítés                         |
| Évad | Évad          | Epizódok      | Évadpreimier                            | Évadfinálé                              |
| ---- | ------------- | ------------- | --------------------------------------- | --------------------------------------- |
|      | Bevezető rész | Bevezető rész | 2004. július 20. (a DVD-s megjelenésen) | 2004. július 20. (a DVD-s megjelenésen) |
|      | 1             | 13            | 2000. december 21.                      | 2002. május 5.                          |
|      | 2             | 13            | 2002. május 12.                         | 2003. november 16.                      |
|      | 3             | 13            | 2003. november 26.                      | 2004. július 18.                        |
|      | 4             | 13            | 2004. november 14.                      | 2005. április 24.                       |